# 浜松市春野文化センター
浜松市春野文化センター（はままつしはるのぶんかセンター）は浜松市天竜区春野町宮川にある文化施設。もともとは春野町町営の総合センターであったが、平成の大合併により浜松市に編入され、「浜松市春野文化センター」に名称変更している。

## 概要
2階層で定員約900席の大ホール、和室2室を備えた必要最低限の機能を備えた山地にある文化施設である。日産・フェアレディZの生みの親である片山豊にまつわる展示スペースがあり、宝塚歌劇団育ての親として有名な白井鐵造を記念する親白井鐵造記念館が併設されている。駐車場には春野町に伝わる天狗伝説にちなみ、日本一大きいといわれる天狗の面がある。。
- 大ホール -　座席数899人。
- 和室2室
- 更衣室

## 交通アクセス
- 遠鉄バス秋葉線「春野協働センター」停留所下車。（遠鉄・天竜浜名湖鉄道線西鹿島駅からバスで約1時間。）
- 秋葉バスサービス秋葉線「春野協働センター」停留所下車。（JR東海道線袋井駅からバスで約1時間。）
- 浜松市春野ふれあいバス「春野文化センター」停留所下車。（運行する曜日は路線によって異なる。日祝日及び年末年始は運休。また、午後の便は事前予約制。）
- 駐車場（約100台・無料）

## その他
- 開館時間: 9:00–21:30
- 休館日: 月曜日、祝日の翌日、年末年始